# 大村正樹のサイエンスキッズ
『大村正樹のサイエンスキッズ』（おおむらまさきのサイエンスキッズ）は、文化放送で2006年10月から2016年9月24日まで放送した子供向け科学番組である。全509回。日立ハイテクノロジーズの一社提供。放送時間は毎週土曜17:00 - 17:15 (JST)。 

## 概要
毎回、『サイエンス・コーチャー』と呼ばれる専門家が科学についての話題などを紹介する。だいたい2週完結だが、1週完結になることもある。

## パーソナリティ
- 大村正樹

## 後継番組など
- 当番組の後継番組はレギュラーではなく不定期の特番（「ホリデースペシャル」）として「日立ハイテクノロジーズPresentsNEXTサイエンスジャム」という事前公開収録の特番を2016年度後半より放送している（こちらの特番にも引き続き日立ハイテクが筆頭スポンサーとしてついている[2]。）。
- 同枠（土曜17:00 - 17:15）の後継番組は「高城れにの週末ももクロ☆パンチ!!」が放送されている[3][4]。